# Adam Adamandy Kochański
Adam Adamandy Kochański herbu Lubicz, inna forma imienia: Adam Adamandus Kochański, (ur. 5 sierpnia 1631 w ziemi dobrzyńskiej, zm. 17 maja 1700 w Cieplicach w Czechach) – polski uczony i duchowny katolicki; matematyk, fizyk, astronom, inżynier-mechanik, filozof i bibliotekarz; członek zakonu jezuitów. Wieloletni wykładowca kolegium jezuitów w Warszawie oraz dworzanin króla Jana Sobieskiego.
Jako matematyk zasłużył się geometrii płaskiej (planimetrii), zwłaszcza problematyce konstrukcji klasycznych. Jego przybliżona metoda rektyfikacji okręgu jest równoważna przybliżeniu liczby pi (π) za pomocą pewnego pierwiastnika. Zajmował się też kwadratami magicznymi, co można klasyfikować jako przyczynek do algebry. W technice zajmował się głównie zegarmistrzostwem, zarówno słonecznym, jak i mechanicznym. Jako astronom bronił heliocentryzmu.

## Życiorys
Początkowo uczył się w szkole średniej w Toruniu, a 24 sierpnia 1652 wstąpił do nowicjatu jezuitów w Wilnie, gdzie na tamtejszej akademii ukończył filozofię. Studiował również matematykę, fizykę i teologię.
Studiowane przez siebie przedmioty wykładał następnie w wielu ośrodkach naukowych ówczesnej Europy: Florencji, Pradze, Ołomuńcu, Wrocławiu, Moguncji, Würzburgu i Wilnie. W roku 1655 uciekł przed Rosjanami z Wilna i przez Węgry, Austrię dotarł do Würzburga. Następnie udał się do Moguncji, gdzie w latach 1657-1660 wykładał matematykę, a w latach 1661-1664 kontynuował studia teologiczne. W roku 1665 został wykładowcą matematyki w kolegium jezuickim we Florencji. W latach 1673–1676 wykładał w Pradze i Ołomuńcu, potem zaś przez pewien czas przebywał we Wrocławiu. W roku 1678 na zaproszenie króla Jana III Sobieskiego wrócił do Warszawy i tu uczył królewicza Jakuba (a nieco później jego braci Aleksandra i Konstantego) oraz objął stanowisko kapelana, nadwornego matematyka, zegarmistrza i bibliotekarza królewskiego. Wraz z Heweliuszem skonstruował w rezydencji królewskiej w Wilanowie zegar słoneczny. Od roku 1698 do śmierci przebywał na kuracji w czeskich Cieplicach.
Kiedy zmarł 16 lub 17 maja 1700 roku, został pochowany najprawdopodobniej w miejscowym, przypałacowym kościele lub też w kościele jezuickim w pobliskim Chomutovie.

## Działalność naukowa

Wzorowana na oryginalnym rysunku Kochańskiego z Acta Eruditorum ilustracja jego przybliżonej rektyfikacji okręgu

Współcześnie znana wersja konstrukcji Kochańskiego

Kochański pozostawił po sobie wiele prac naukowych, głównie z matematyki i mechaniki, ale także z fizyki, astronomii i filozofii. 

### Matematyka
Do najbardziej znanych należy publikacji Kochańskiego należy ta z 1685 roku, ogłoszona w czasopiśmie Acta Eruditorum. Wykłada w niej przybliżony sposób rektyfikacji okręgu, czyli wyznaczenia odcinka o długości równej obwodowi okręgu. Wprowadził do matematyki nową metodę obliczeniową tzw. konstrukcję Kochańskiego.
Współpracował i prowadził szeroką korespondencję z wieloma uczonymi, między innymi z Heweliuszem i Leibnizem (ponad 40 listów) – znakomicie orientował się w odkrytej w późniejszych latach teorii rachunku różniczkowego i całkowego.

### Inżynieria
Jako mechanik był znanym konstruktorem zegarów:
- w 1659 zaproponował zastąpienie wahadła zegarowego sprężyną regulującą i zestandaryzowanie liczby wahnięć wahadła na godzinę (wyprzedzając tym wynalazek balansu ze spiralą Huygensa z 1675);
- w 1667 roku zbudował zegarek z wahadłem magnetycznym[1].

Pracował też nad perpetuum mobile – pod koniec życia, mieszkając w Czechach.

## Ważniejsze dzieła
- Analecta mathematica, wyd. przy: K. Schott Cursus mathematicus, Würzburg 1661; wyd. następne: Frankfurt 1674, Bamberg 1677
- Mirabilia chronometrica, wyd. jako IX księga dzieła K. Schotta Technica curiosa sive Mirabilia artis, Moguncja 1687
- Rozprawy matematyczno-fizyczne i astronomiczne (Solutio theorematum...; Consideratio speciminis Libri de momentis gravium authore J. F. V. Lucensi; Considerationes et observationes physico-mathematicae circa diurnam telluris vertiginem...; Grammicae rationes cyclometricae ad usus mechanicos; Novum genus perpendiculi pro horologii rotatis...; Considerationes quaedam circa quadrata et cubos magicos, nec non aliquos problemata...; Mensurae universales magnitudinum ac temporum; Mercurii in sole anno 1690... visi observationes), wyd. Acta Eruditorum, Lipsk 1681-1696
- Opuscula, cz. 1-3, opracował Bogdan Lisiak SJ, Wyższa Szkoła Filozoficzno-Pedagogiczna „Ignatianum”, Wydawnictwo WAM, Kraków 2003

## Listy
- 36 listów łacińskich do i od G. W. Leibniza z lat 1670-1698, ogł. S. Dickstein "Korespondencja Kochańskiego i Leibniza", Prace Matematyczno-Fizyczne, t. 12 (1901) – t. 13 (1902); list do G. W. Leibniza, Warszawa, 9 listopada 1691; i od G. W. Leibniza, Hannower, grudzień 1691, ogł. uprzednio wraz z przekł. polskim S. Dickstein "Wyjątek z korespondencji...", Przegląd Filozoficzny 1897, t. 1; list od G. W. Leibniza, 26 marca 1696, ogł. uprzednio L. Stein Leibniz und Spinoza. Ein Beitrag zur Entwickelungsgeschichte der Leibnizischen Philosophie, Lipsk 1890
- 2 listy do J. J. Volkhammera, dat. Gdańsk w 1686, wiad. podał L. Birkenmajer "Wiadomość o postępie prac...", Waidomości matematyczne, t. 1 (1897), s. 182
- Od Jana III Sobieskiego, Jaworów, 4 września 1682, ogł. M. Baliński "Król Jan III Sobieski jako geograf", Wieniec, pismo zbiorowe ofiarowane S. Jachewiczowi..., t. 2, Warszawa 1858
- List generała zakonu Jana Pawła Oliwy, z końca lipca 1678, dot. A. A. Kochańskiego (jako odpowiedź na list Jana III Sobieskiego, dat. we Lwowie 25 czerwca 1678) – kopia w rękopisie Biblioteki Czartoryskich nr 42; przekł. polski ogł. S. Załęski Jezuici w Polsce, t. 3, cz. 1, Lwów 1902, s. 209
- Korespondencja Adama Adamandego Kochańskiego SJ (1657–1699), opracował Bogdan Lisiak SJ przy współpracy Ludwika Grzebienia SJ, Wyższa Szkoła Filozoficzno-Pedagogiczna „Ignatianum”, Wydawnictwo WAM, Kraków 2005